# Apophylia vicina
Apophylia vicina es un coleóptero de la familia Chrysomelidae.
Fue descrita científicamente por primera vez en 1940 por Laboissiere.